# Daredevil: Born Again
Daredevil: Born Again (tạm dịch tiếng Việt: Daredevil: Tái Xuất) là một phim truyền hình Mỹ sắp tới do Matt Corman và Chris Ord viết kịch bản và phát hành trên dịch vụ truyền hình Disney+, dựa trên nguồn gốc nhân vật Daredevil trong Marvel Comics. Phim dự kiến là 1 phần của Vũ trụ Điện ảnh Marvel (MCU) được sản xuất bởi Marvel Studios, có tính liên kết nội dùng với các phim cùng chia sẻ, và có thể là loạt phim thứ 2 tập trung cho nhân vật sau Daredevil (2015–2018) bởi Marvel Television. Corman và Ord viết kịch bản cho phim.
Charlie Cox đảm nhận vai Matt Murdock / Daredevil từ loạt phim truyền hình Netflix của Marvel và các sản phẩm trước đó của Marvel Studios, với Vincent D'Onofrio và Jon Bernthal cũng đóng vai chính. Quá trình phát triển loạt phim bắt đầu vào tháng 3 năm 2022 và việc thuê Corman và Ord được tiết lộ vào tháng 5. Tiêu đề và số tập của bộ phim đã được tiết lộ vào tháng Bảy. Quá trình quay phim bắt đầu vào đầu tháng 3 năm 2023 tại New York và dự kiến kéo dài đến giữa tháng 11.
Daredevil: Born Again dự kiến ra mắt trên Disney+ vào đầu năm 2024 và sẽ bao gồm 18 tập cho mùa đầu tiên. Ngoài ra, phim này sẽ là một phần của giai đoạn 5 của MCU.

## Diễn viên và nhân vật
- Charlie Cox trong vai Matt Murdock / Daredevil: Một luật sư mù từ Hell's Kitchen, New York. Anh có cuộc sống hai mặt với tư cách là một cảnh vệ đeo mặt nạ. Cox đánh giá cao việc có thể đóng lại vai diễn trong phim Người nhện: Không còn nhà (2021) và phim truyền hình trên Disney+ She-Hulk: Attorney at Law (2022) trước khi trở lại với loạt phim này, vì anh ấy có thể có "một chút thú vị" và xem Murdock tương tác với các nhân vật mà loạt phim Netflix không thể giới thiệu, trước khi Born Again có thể "thiết lập giai điệu của riêng chúng tôi.. đồng thời khám phá và phát triển tất cả các khả năng trong cuộc sống của anh ấy ở New York". Cox đã bắt đầu đào tạo cho vai diễn này vào tháng 10 năm 2022, tập trung vào đào tạo võ tổng hợp (MMA) với hy vọng thể hiện Murdock là một người đã được đào tạo theo nhiều phong cách chiến đấu khác nhau mà anh ta có thể sử dụng tùy thuộc vào người mà anh ta đang chiến đấu, thay vì chỉ là một brawler toàn diện.[1][2][3]
- Vincent D'Onofrio trong vai Wilson Fisk / Kingpin: Một doanh nhân quyền lực và trùm tội phạm.[1]
- Jon Bernthal trong vai Frank Castle / Punisher: Một người cảnh giác nhằm chống lại thế giới ngầm tội phạm bằng mọi cách cần thiết, bất kể kết quả gây chết người như thế nào. Bernthal tiếp tục vai diễn của mình trong Daredevil và The Punisher (2017–19) của Netflix.[4]

Ngoài ra, Michael Gandolfini, Margarita Levieva, Sandrine Holt và Nikki M. James được chọn vào những vai không được tiết lộ.

## Sản xuất

### Bối cảnh
Daredevil , từ Marvel Television và ABC Studios được công chiếu lần đầu trên Netflix vào tháng 4 năm 2015, và kéo dài trong ba phần cho đến khi bị hủy bỏ vào tháng 11 năm 2018. Netflix cho biết ba phần sẽ vẫn còn trên dịch vụ, trong khi nhân vật sẽ "sống trong các dự án tương lai cho Marvel". Deadline Hollywood lưu ý rằng, không giống như một số loạt phim Marvel khác trên Netflix cũng bị hủy, "cánh cửa dường như đang rộng mở" để loạt phim này tiếp tục ở những nơi khác, có khả năng là trên dịch vụ phát trực tuyến của Disney, Disney+. Tuy nhiên, The Hollywood Reporter cảm thấy điều này khó xảy ra,đặc biệt là vì, theo báo cáo của Đa dạng , thỏa thuận ban đầu giữa Marvel và Netflix quy định rằng các nhân vật không được xuất hiện trong bất kỳ loạt phim hoặc phim nào không phải của Netflix trong ít nhất hai năm sau khi Daredevil bị hủy bỏ. Kevin A. Mayer, chủ tịch của Walt Disney Direct-to-Consumer and International, lưu ý rằng, mặc dù vấn đề vẫn chưa được thảo luận, nhưng có khả năng Disney+ có thể hồi sinh loạt phim này.  Phó chủ tịch cấp cao phụ trách bản gốc của Hulu, Craig Erwich, cho biết dịch vụ phát trực tuyến của ông cũng sẵn sàng phục hồi loạt phim.

### Phát triển
Vào tháng 3 năm 2022, Cox đã thảo luận về khả năng khởi động lại nhân vật và loạt phim, tin rằng nó sẽ bắt đầu vài năm sau khi phần trước kết thúc và được "tưởng tượng lại" hơi khác một chút thay vì tiếp tục từ phần thứ ba của Netflix . sê-ri kết thúc. Anh ấy cũng thảo luận về một loạt phim mới có khả năng không được xếp hạng TV-MA như loạt phim Netflix, nói rằng anh ấy tin rằng Marvel Studios sẽ có thể tạo ra một phiên bản trung thành của nhân vật với những hạn chế đó mặc dù anh ấy đã tự mình tìm ra truyện tranh " thú vị hơn, dễ đọc hơn, dễ liên tưởng hơn khi nó sống trong một không gian tối tăm hơn" chẳng hạn như truyện tranh của Brian Michael Bendis và Alex Maleev. Ngoài ra, anh ấy cảm thấy các thuộc tính của nhân vật như tuổi tác, tội lỗi của Cơ đốc giáo và lịch sử với phụ nữ có xu hướng bao gồm các chủ đề trưởng thành hơn. Cox hy vọng rằng một loạt phim mới có thể chuyển thể trung thực hơn cốt truyện " Born Again " từ truyện tranh, mà ông mô tả là "kiểu truyện tranh PG" và hướng dẫn cách thực hiện. sê-ri có thể hoạt động với đánh giá đó. Cuối tháng, Production Weekly đã đưa bản khởi động lại Daredevil vào báo cáo của họ về các dự án đang phát triển sắp tới. Feige và Chris Gary được liệt kê là nhà sản xuất. Loạt phim đã được xác nhận sẽ được phát triển cho Disney + vào cuối tháng 5, với Matt Corman và Chris Ord được bổ nhiệm làm biên kịch chính và nhà sản xuất điều hành. The Hollywood Reporter cho biết đây là phần đầu tiên của loạt phim Marvel Netflix "có một loạt phim mới nhưng vẫn tiếp tục", sau đó cho biết đây "về mặt kỹ thuật sẽ là mùa thứ tư". Deadline Hollywood cũng mô tả đây là mùa thứ tư.

### Viết kịch bản
Grainne Godfree và Jill Blankenship đang thực hiện loạt phim này, cùng với Aisha Porter-Christie, David Feige, Devon Kliger, Thomas Wong và Zachary Reiter. Cox tin rằng loạt phim này sẽ đen tối nhưng không đẫm máu như loạt phim Netflix và muốn tiếp thu những gì đã làm được từ Daredevil và mở rộng nó cho Born Again đồng thời thu hút khán giả nhỏ tuổi. D'Onofrio tuyên bố rằng loạt phim Echo sẽ dẫn đến các sự kiện của Born Again.. Feige lưu ý rằng Marvel Studios đang hy vọng thử nghiệm nhiều tập phim "độc lập" hơn với loạt phim, không giống như một số tập phim của họ. Sê-ri giai đoạn 4 có câu chuyện lớn hơn được chia thành nhiều tập khác nhau.

### Tuyển vai diễn
Vào tháng 6 năm 2022, Đa dạng báo cáo rằng Cox và D'Onofrio dự kiến sẽ trở lại với loạt phim. cùng với Aisha Porter-Christie, David Feige , Devon Kliger, Thomas Wong và Zachary Reiter. Cox tin rằng loạt phim này sẽ đen tối nhưng không đẫm máu như loạt phim Netflix và muốn tiếp thu những gì đã làm được từ Daredevil và mở rộng nó cho Born Again đồng thời thu hút khán giả nhỏ tuổi. D'Onofrio tuyên bố rằng loạt phim Echo sẽ dẫn đến các sự kiện của Born Again. Feige lưu ý rằng Marvel Studios đang hy vọng thử nghiệm nhiều tập phim "độc lập" hơn với loạt phim, không giống như một số tập phim của họ. Sê-ri Giai đoạn 4 có câu chuyện lớn hơn được chia thành nhiều tập khác nhau.

### Quay phim
Quay phim bắt đầu vào ngày 6 tháng 3 năm 2023 tại New York với tựa đề Out the Kitchen. Dự kiến sẽ kết thúc vào ngày 15 tháng 11 năm 2023.

## Phát hành
Daredevil: Born Again sẽ ra mắt vào đầu năm 2024 trên Disney+ và sẽ bao gồm 18 tập. Phim sẽ là một phần của Giai đoạn Năm của MCU.

## Liên kết
- Daredevil: Born Again trên Internet Movie Database